# Сан Бернардино (Новара)
Сан Бернардино је насеље у Италији у округу Новара, региону Пијемонт.
Према процени из 2011. у насељу је живело 52 становника. Насеље се налази на надморској висини од 182 м.